# Upłaziasta Przełączka
Upłaziasta Przełączka (słow. Štrbina v Západnej Bielovodskej veži, ok. 1855 m) – przełączka w masywie Młynarza w słowackich Tatrach Wysokich. Znajduje się w grani wschodniej Młynarza, pomiędzy Przeziorowym Zębem (ok. 1865 m) a Upłaziastą Turnią (ok. 1880 m), tuż pod jej pionowym uskokiem. Jest jedynym miejscem, z którego można łatwo wejść na Przeziorowy Ząb. 
Pierwszego wejścia turystycznego na Upłaziastą Przełączkę dokonali najprawdopodobniej (przy przejściu granią) Jan Humpola i Mieczysław Świerz 14 lipca 1924 r.
Autorem nazwy przełączki jest Władysław Cywiński.